# DN24D
DN24D este un drum național lung de 85 km, care face legătura între Bârlad și Tulucești, prin Bălăbănești și Cuca.